# Vanda bensonii
Vanda bensonii är en orkidéart som beskrevs av James Bateman. Vanda bensonii ingår i släktet Vanda och familjen orkidéer. Inga underarter finns listade i Catalogue of Life.